# Get Up with It
Get Up with It – podwójny album złożony z utworów nagranych przez Milesa Davisa pomiędzy majem 1970 r. a październikiem 1974 r. oraz wydany przez firmę nagraniową Columbia w 1974 roku

## Charakter albumu
Wiosną 1974 r. grupa Milesa Davisa wróciła z tournée po Brazylii do USA. W tym czasie zmarł Duke Ellington, którego Davis niezwykle szanował. Utwór He Loved Him Madly jest hołdem Milesa dla Duke'a; tytuł utworu jest parafrazą słów, jakimi Ellington zwracał się do swojej widowni.
Podstawowe utwory albumu – He Loved Him Madly oraz Calypso Frelimo – chociaż nagrane na różnych sesjach ustalają brzmienie tej płyty; oba zostały nagrane przez oktety różniące się tylko dwoma muzykami. W nagraniu poświęconym Ellingtonowi Davis zrezygnował w ogóle z saksofonu; jego miejsce zajmuje poważnie brzmiący flet altowy. Podstawową tonacją utworu jest c-moll. Atmosfera utworu jest ciężka i tajemniczna – Davis grał podobno w utworze na organach
Utwór Honky Tonk pochodzi z okresu sesji sprzed albumu Live-Evil; Miles gra w tym utworze na niezelektryfikowanej trąbce.
Rated X został nagrany przez tych samych muzyków, którzy wzięli udział w sesjach do On the Corner. Jego charakterystyczną cechą jest bardzo gęsty szesnastkowy rytm skontrastowany z dysonansowymi organami. Atmosfera tego utworu przypomina niektóre dzieła współczesnych kompozytorów europejskich, zwłaszcza Xenakisa, Lutosławskiego i Pendereckiego.
Calypso Frelimo jest pokazem  mistrzostwa gry Davisa na trąbce, który wykorzystuje tu prawie wszystkie techniki wydobywania dźwięku z tego instrumentu. Ma miejscami dość wyraźne latynoskie odczucie.
Red China Blues jest właściwie klasycznym bluesem. Miles często wykorzystuje tu staccato. Jest to najprostszy utwór na albumie, co go w pewien sposób wyróżnia.
Maiysha i Mtume są ostatnimi nagranymi utworami z całej płyty. Maiysha w pewien sposób zapowiada Milesa z lat 80. XX wieku, pod wyraźnym wpływem muzyki pop. Utwór ten kończy się niemal hendriksowskim solem gitarowym. Mtume – poświęcony perkusiście Jamesowi "Mtume" Foremanowi akcent kładzie na rytmie i rozwija się wokół akordu Eb.
Billy Preston – nagrany w 1972 r. w okresie, gdy brzmienie Milesa było dość funkowe, co podkreślał basista Michael Henderson.
Get Up with It był ostatnim studyjnym albumem Davisa przed jego kilkuletnim odosobnieniem.

## Muzycy
- Miles Davis – trąbka
- Dave Liebman – flet altowy I 1; flet II 1,
- Steve Grossman – saksofon sopranowy I 3,
- John Stubblefield – saksofon sopranowy II 1;
- Carlos Garnett – saksofon sopranowy II 4;
- Sonny Fortune – flet I 2; II 3;
- Wally Chambers – harmonijka II 2,
- Pete Cosey – gitara I 1, 2; II 1, 3,
- Reggie Lucas – gitara I 1, 2, 4; II 1, 3, 4;
- Dominique Gaumont – gitara I 1, 2,
- John McLaughlin – gitara I 3,
- Cornell Dupree – gitara II 2,
- Keith Jarrett – pianino elektroniczne I 3,
- Herbie Hancock – klawinet I 3,
- Cedric Lawson – pianino elektroniczne I 4; II 4;
- Michael Henderson – gitara basowa I 1, 2, 3, 4; II 1, 2, 3, 4;
- Khalil Balakrishna – elektryczny sitar I 4; II 4;
- Al Foster – perkusja I 1, 2, 4; II 1, 2, 3, 4;
- Billy Cobham – perkusja I 3,
- Bernard Purdie – perkusja II 2,
- Mtume – instrumenty perkusyjne I 1, 2, 4; II 1, 2, 3, 4;
- Airto Moreira – instrumenty perkusyjne I 3,
- Badal Roy – tabla I 4; II 4;
- Wade Marcus – aranżacja instrumentów dętych II 2;
- Billy Jackson – aranżacja rytmu II 2;

## Lista utworów
CD

### Płyta pierwsza (I)
1. „He Loved Him Madly” – 32:13
2. „Maiysha” – 14:51
3. „Honky Tonk” – 5:53
4. „Rated X” – 6:51

### Płyta druga (II)
1. „Calypso Frelimo” – 32:06
2. „Red China Blues” – 4:07
3. „Mtume” – 15:09
4. „Billy Preston” – 12:36

Album analogowy (winyl)

### Płyta pierwsza

#### Strona pierwsza
1. „He Loved Me Madly”

#### Strona druga
1. „Maiysha”
2. „Honky Tonk”
3. „Rated X”

### Płyta druga

#### Strona trzecia
1. „Calypso Frelimo”

#### Strona czwarta
1. „Red China Blues”
2. „Mtume”
3. „Billy Preston”

## Opis płyty

### Płyta analogowa (winylowa)
- Producent – Teo Macero; Teo Macero i  Billy Jackson Red China Blues
- Inżynier dźwięku – Stan Tonkel
- Miksowanie – Stan Weiss, John Guerriere
- Daty nagrania – 19 maja 1970 (I 3); 9 marca 1972 (II 2); 6 września 1972 (I 4); 8 grudnia 1972 (II 4); 17 września 1973 (II 1); 19 lub 20 czerwca 1974 (I 1); 7 października 1974 (I 2; II 3)
- Miejsce nagrania – Columbia Studio E, Nowy Jork
- Czas albumu – dysk I: 59 min. 8 sek.; dysk 2: 63 min. 58 sek. Całość – 2 godz. 3 min. 6 sek.
- Data wydania – 22 listopada 1974
- Okładka – Teresa Alfieri
- Fotografia na okładce – Giuseppe Pino
- Odręczne pismo (na okładce) – Andy Engel
- Inne fotografie – Paul Slaughter
- Firma nagraniowa – Columbia

### Wznowienie na CD
- Producent – Bob Belden
- Cyfrowy remastering – Seth Foster
- Studio – Sony Music Studios, Nowy Jork
- Dyrektor projektu – Seth Rothstein
- Kierownik artystyczny – Howard Fritzson
- Koordynator A & R – Patti Matheny i Darren Salmieri
- Legacy A & R – Steve Berkowitz
- Projekt – Randall Martin
- Fotografie we wkładce – Urve Kuusik
- Firma nagraniowa – Columbia/Legacy
- Numer katalogowy – C2K 63970
- ©1974, 2000 Sony Music Entertainment, Inc.